# Raión de Novomyrgorod
Novomyrgorod (en ucraniano: Новомиргородський район) es un raión o distrito de Ucrania en el óblast de Kirovogrado. 
Comprende una superficie de 1032 km².
La capital es la ciudad de Novomyrgorod.

## Demografía
Según estimación 2010 contaba con una población total de 35835 habitantes.

## Otros datos
El código KOATUU es 3523800000. El código postal 260000 y el prefijo telefónico +380 5256.